# Mamu (Guiné)
Mamu (em francês: Mamou) é uma cidade guineana localizada na região de Mamu. Em 2014, Possuía 83 008 habitantes. Compreende uma área de 176 quilômetros quadrados.

## Clima
| Dados climáticos para Mamu               | Dados climáticos para Mamu | Dados climáticos para Mamu | Dados climáticos para Mamu | Dados climáticos para Mamu | Dados climáticos para Mamu | Dados climáticos para Mamu | Dados climáticos para Mamu | Dados climáticos para Mamu | Dados climáticos para Mamu | Dados climáticos para Mamu | Dados climáticos para Mamu | Dados climáticos para Mamu | Dados climáticos para Mamu |
| Mês                                      | Jan                        | Fev                        | Mar                        | Abr                        | Mai                        | Jun                        | Jul                        | Ago                        | Set                        | Out                        | Nov                        | Dez                        | Ano                        |
| ---------------------------------------- | -------------------------- | -------------------------- | -------------------------- | -------------------------- | -------------------------- | -------------------------- | -------------------------- | -------------------------- | -------------------------- | -------------------------- | -------------------------- | -------------------------- | -------------------------- |
| Média alta °F                            | 91.6                       | 94.8                       | 96.1                       | 96.3                       | 92.1                       | 87.3                       | 83.5                       | 82.9                       | 84.9                       | 86.4                       | 88.3                       | 89.8                       | 89.4                       |
| Média diária °F                          | 73.4                       | 76.6                       | 79                         | 79.3                       | 77                         | 74.1                       | 72.5                       | 72.3                       | 72.9                       | 73.9                       | 73.9                       | 72.5                       | 74.8                       |
| Média baixa °F                           | 52.7                       | 56.5                       | 59.2                       | 62.8                       | 61                         | 61.5                       | 62.1                       | 62.2                       | 61.7                       | 60.8                       | 55.4                       | 52.9                       | 59                         |
| Média precipitação pol.                  | 0.08                       | 0.2                        | 0.87                       | 2.95                       | 6.26                       | 8.27                       | 13.39                      | 16.5                       | 13.46                      | 7.99                       | 1.89                       | 0.2                        | 72,05                      |
| Média alta °C                            | 33.1                       | 34.9                       | 35.6                       | 35.7                       | 33.4                       | 30.7                       | 28.6                       | 28.3                       | 29.4                       | 30.2                       | 31.3                       | 32.1                       | 31.9                       |
| Média diária °C                          | 23.0                       | 24.8                       | 26.1                       | 26.3                       | 25.0                       | 23.4                       | 22.5                       | 22.4                       | 22.7                       | 23.3                       | 23.3                       | 22.5                       | 23.8                       |
| Média baixa °C                           | 11.5                       | 13.6                       | 15.1                       | 17.1                       | 16.1                       | 16.4                       | 16.7                       | 16.8                       | 16.5                       | 16.0                       | 13.0                       | 11.6                       | 15.0                       |
| Média precipitação mm                    | 2                          | 5                          | 22                         | 75                         | 159                        | 210                        | 340                        | 419                        | 342                        | 203                        | 48                         | 5                          | 1 830                      |
| Média de dias de precipitação (≥ 1.0 mm) | 0                          | 1                          | 2                          | 6                          | 12                         | 16                         | 22                         | 25                         | 22                         | 16                         | 4                          | 0                          | 126                        |
| Média umidade relativa (%)               | 36                         | 38                         | 43                         | 55                         | 71                         | 79                         | 83                         | 83                         | 81                         | 78                         | 65                         | 46                         | 63                         |
| Fonte: NOAA                              |                            |                            |                            |                            |                            |                            |                            |                            |                            |                            |                            |                            |                            |